# 페이 스페인
페이 스페인(Fay Spain, 1932년 10월 6일 ~ 1983년 5월 8일)은 미국의 영화배우, 텔레비전 배우이다.

## 영화
- 여형사 페페 (1974년)
- 대부 2 (1974년)
- 호간의 영웅들 (1965년)
- 알 카포네 (1959년)
- 가즈 리틀 에이커 (1958년)
- 드랙스트립 걸 (1957년)
- 틴에이지 인형 (1957년)
- 딜론 보안관 (1955년)